# Saint-Julien-en-Vercors
Saint-Julien-en-Vercors [sɛ̃ ʒyljɛ̃ ɑ̃ vɛʁkɔʁ] ist eine französische Gemeinde mit 252 Einwohnern (Stand: 1. Januar 2022) im Département Drôme in der Region Auvergne-Rhône-Alpes (vor 2016: Rhône-Alpes); sie gehört zum Arrondissement Die. Die Einwohner werden Saint-Juliennois genannt.

## Geografie
Saint-Julien-en-Vercors liegt etwa 45 Kilometer ostnordöstlich von Valence. Umgeben wird Saint-Julien-en-Vercors von den Nachbargemeinden Châtelus im Norden und Westen, Choranche im Norden und Nordosten, Rencurel im Nordosten, Villard-de-Lans im Osten, Saint-Martin-en-Vercors im Süden sowie Échevis im Südwesten.

## Bevölkerungsentwicklung
| Jahr                       | 1962 | 1968 | 1975 | 1982 | 1990 | 1999 | 2006 | 2016 |
| -------------------------- | ---- | ---- | ---- | ---- | ---- | ---- | ---- | ---- |
| Einwohner                  | 217  | 199  | 192  | 169  | 182  | 194  | 220  | 242  |
| Quellen: Cassini und INSEE |      |      |      |      |      |      |      |      |